# حیاوه
حیاوه یک منطقهٔ مسکونی در امارات متحده عربی است که در امارت شارجه واقع شده‌است. حیاوه ۰ متر بالاتر از سطح دریا واقع شده‌است.